# Carlee Beattie
Carlee Beattie (Warwick, Queensland, Australia, 9 de septiembre de 1982) es una competidora de atletismo paralímpica australiana. Con una amputación congénita de brazo, ganó la medalla de plata en los Juegos Paralímpicos de Londres 2012 y una medalla de oro en los Campeonatos Mundiales de Atletismo IPC de 2015 en el salto de longitud femenino. Representó a Australia en los Juegos Paralímpicos de Río de Janeiro 2016, donde consiguió una medalla de bronce.

## Vida personal
Beattie nació el 9 de septiembre de 1982, y es de Warwick, Queensland, en el área de Brisbane. Asistió a Warwick West, St Mary's, Assumption College y Warwick High School. A partir de 2012, estudia para ser nutricionista en el Colegio Endeavour de Salud Natural.
Su brazo izquierdo no está completamente formado, una condición con la que nació, y está clasificada como un brazo amputado.  Ha jugado otros deportes incluyendo hockey sobre césped y netball. Compitió en los Títulos Estatales de Netball del 2000, donde fue nombrada la jugadora más valiosa de la competencia.
En 2012, fue nombrada una de las paralímpicas más sexy del Zoo Weekly.

## Atletismo

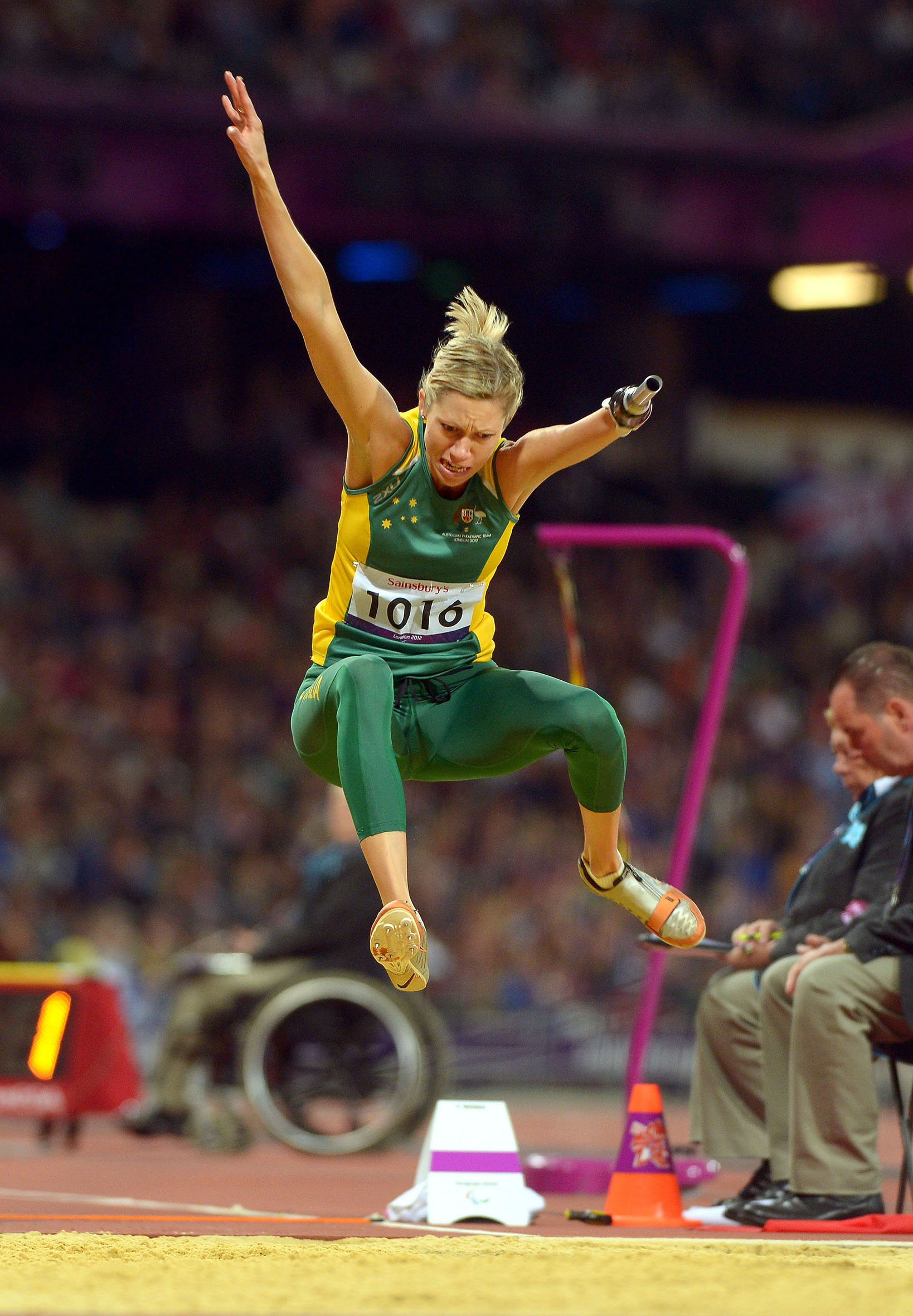
Beattie en los Juegos de Londres de 2012.

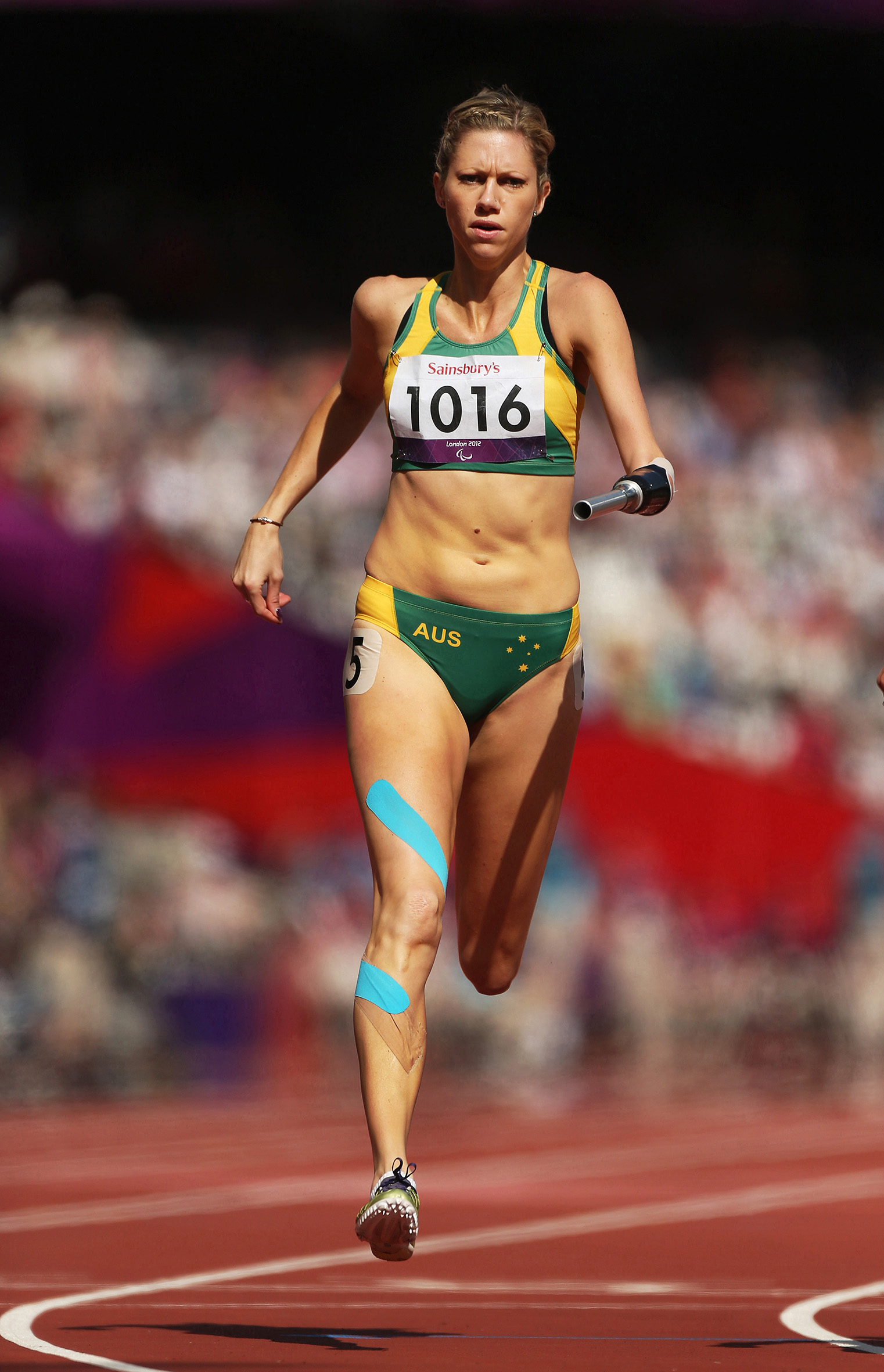
Beattie en los Juegos de Londres de 2012.

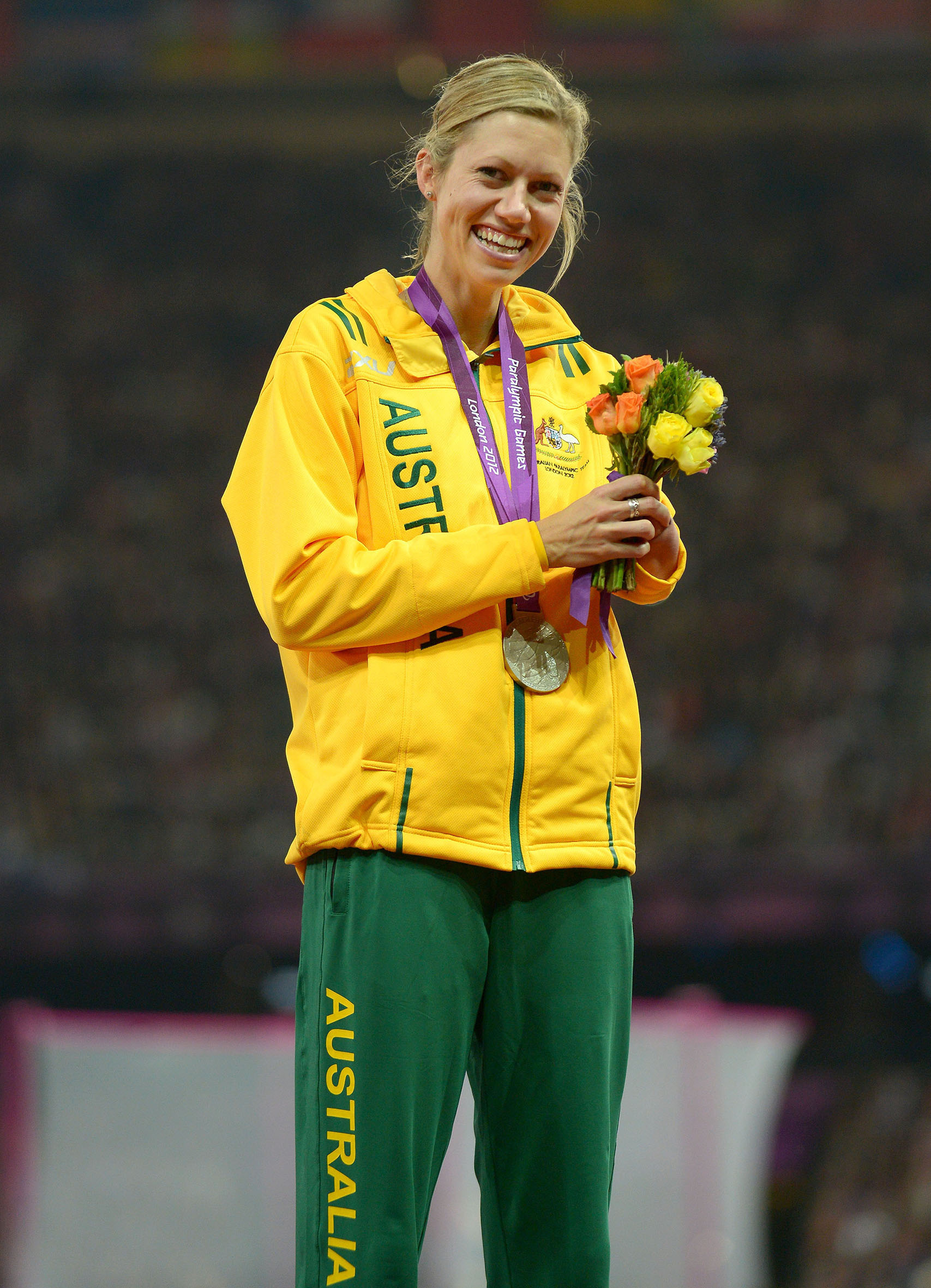
Beattie en los Juegos de Londres de 2012.

Se inició en el atletismo alentada por un profesor, en 2007. Beattie es una saltadora de longitud clasificada F46, corredora de 100 y 200 metros. Había participado en la prueba de lanzamiento de jabalina pero una lesión temprana le impidió hacerla parte habitual de su calendario de competiciones. A partir de 2011, es entrenada por Brett Jones. Tiene un récord mundial de 5,89 metros en su clasificación en el salto de longitud, récord que estableció en abril de 2011. En el Gran Premio de Sídney de marzo de 2011, batió su propio récord mundial de salto de longitud con un salto de 5,93 metros. Mejoró esta marca en su siguiente encuentro, el Clásico de Pista de Sídney de 2013 en el Parque Olímpico de Sídney a principios de marzo, eclipsando la marca de 6 metros para establecer un nuevo récord mundial de 6,01 metros.
Beattie representó a Australia por primera vez en 2008, en los Juegos Paralímpicos de Pekín 2008 en la prueba de salto de longitud, 100 metros y 200 metros, sin llegar a la final en ninguna de sus pruebas. Compitió en los títulos nacionales australianos de 2010, donde ganó la prueba de salto de longitud con una distancia de 5,71 metros. En la prueba de atletismo en aptitud física, terminó octava. Compitió en los Campeonatos Mundiales de Atletismo del IPC de 2011 en Christchurch, Nueva Zelanda, terminando segunda en el salto de longitud y tercera en la prueba de 100 metros. En noviembre de 2011, estaba debatiendo el uso de una prótesis de brazo mientras competía en los Juegos Paralímpicos de Londres. La extremidad habría costado 5.000 dólares australianos. Fue seleccionada para representar a Australia en los Juegos Paralímpicos de Londres 2012 en atletismo, donde ganó la medalla de plata en el salto de longitud femenino - F46 . Llegó a la final de los 100 metros T46, pero no pudo correr la final debido a un desgarro del aductor en la ingle.
En los Campeonatos Mundiales de Atletismo IPC de 2013 en Lyon, Francia, ganó una medalla de plata en el salto de longitud femenino F46.
Beattie ganó su primera medalla de oro en una gran competición internacional al ganar el salto de longitud femenino T47 en los Campeonatos Mundiales de Atletismo IPC de 2015 en Doha con un salto de 5,75m. Beattie comentó sobre la obtención del oro: «Siempre he sido la dama de honor y tener esto antes de Río es un gran estímulo para la confianza. Me dará el impulso para seguir adelante, para quererlo incluso más y para asegurarme de que puedo hacer lo mismo de nuevo en los Juegos Paralímpicos».
En los Juegos Paralímpicos de Río de Janeiro 2016, ganó la medalla de bronce en el salto de longitud femenino T45/46/47 con un salto de 5,57m,  5 cm detrás de la ganadora Anna Grimaldi.
Es entrenada en Brisbane, Queensland por Gary Bourne.